# Šemurša
Šemurša (in russo Шемурша?; in ciuvascio: Шăмăршă; in tataro: Шомырша) è un villaggio della Russia europea centrale, capoluogo del distretto Šemuršinskij nella Repubblica dei Ciuvasci. Aveva una popolazione di 3375 abitanti nel 2021.
Si trova sulle rive del fiume Malaja Karla (bacino del Karla), a sud di Čeboksary, vicino al confine con il Tatarstan.